# Sbor Bratrské jednoty baptistů ve Cvikově

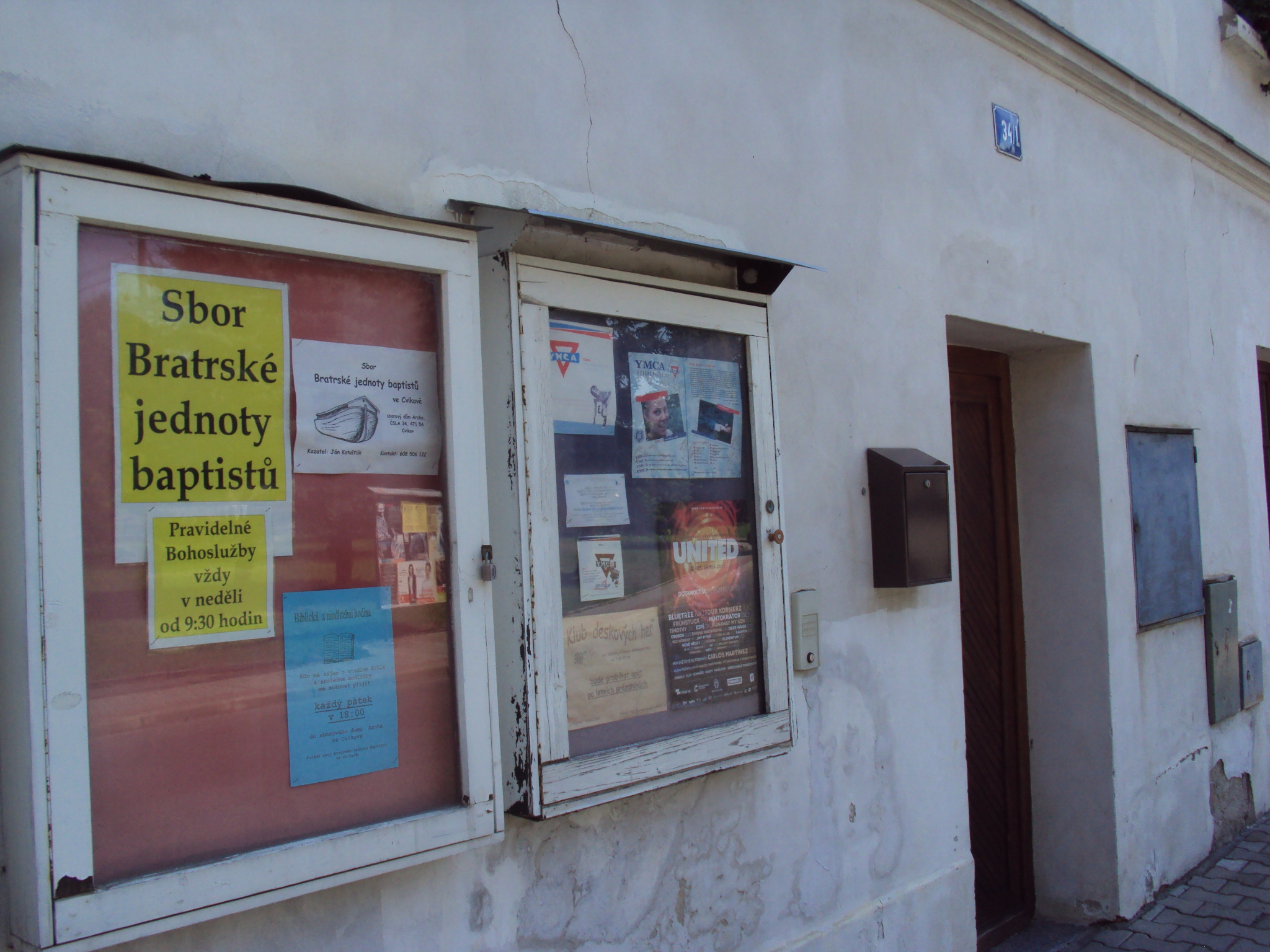
Sídlo cvikovských baptistů

Sbor Bratrské jednoty baptistů ve Cvikově je místní baptistickou církví v centru města (v ulici Československé armády 34), má kolem 50 členů a misijně pracuje i v nedalekém Novém Boru a okolních vesnicích.

## Historie
Podobně jako řada dalších baptistických sborů v Sudetech vzniká i ten cvikovský v roce 1945 s příchodem českých reemigrantů. Tito čeští nekatolíci se po letech nuceného exilu vrací do země svých otců. Do Cvikova přichází 10 rodin z polského Zelova a okamžitě se pod vedením Josefa Pospíšila, Gustava Stáry a Richarda Dedeciuse shromažďují k prvním bohoslužbám. V roce 1946 se připojují ke sboru ve vzdáleném Liberci. Po letech nepřátelství ze strany ateistické komunistické společnosti je zde i díky kontaktům s Apoštolskou církví stále skupinka věřících a s příchodem svobody zažívá spolu s baptisty z Brniště (kazatel Karel Kuc) početní růst, ustavení samostatného sboru a povolání mladého pražského kazatele.
Sbor se postupně scházel na třech místech v Žitavské ulici (naposledy v domě, který byl získán od církve husitské) a dnes jsou ve vlastním sborovém domě „Archa“, kde působí i občanské sdružení „Dětská zahrada“ a YMCA.

## Kazatelé
1948 – 1952 Vilém Volanský (liberecký sbor) - v politickém procesu nezákonně vězněn 14 měsíců

1956 – 1966 Josef Theofil Tuček (liberecký sbor)

1969 – 1971 Miloš Šolc st. (liberecký sbor)

1972 – 1977 Daniel Průša (liberecký sbor)

1977 – 1992 Jiří Šperl (liberecký sbor)

1992 – 1995 Karel Kuc

1995 – 2010 Milan Svoboda

2010 - 2010 Karel Kuc

2010 - 2013 Ján Katušťák